# Тамар Ангелина Комнина
Тамар Ангелина Комнина е епирска принцеса и принцеса на Та̀ранто, съпруга на принц Филип I Анжуйски.
Тамар е втората дъщеря на епирския деспот Никифор I Комнин (1271 – 1297) от втората му съпруга Анна Палеологина Кантакузина, която е племенница на византийския император Михаил VIII Палеолог.
В желанието си да заздрави връзката между Епир и Византия и така да върне единството на Империята, Анна Кантакузина първоначално планира да омъжи Тамар за Михаил IX Палеолог, син и съуправител на император Андроник II Палеолог. Андроник II обаче отхвърля идеята, а и Православната църква се обявява против, тъй като Михаил и Тамар са братовчеди.
След като плановете на Анна Кантакузина пропадат, бащата на Тамар, деспот Никифор II, в желанието си да укрепи независимостта си от Константинопол решава да се сроди с династията Анжу, която по това време управлява Неаполитанското кралство, непосредствен съсед на Епир. Освен това крал Шарл II Анжуйски вече бил предложил сродяване между владетелските домове на Епир и Неапол. След дълги преговори се стига до споразумение Тамар да се омъжи за четвъртия син на неаполитанския крал – Филип I, принц на Таранто.
Условията на брачния съюз били чрез брака си за Тамар Филип I да получи същите права над Епир, каквито крал Манфред Сицилиански е придобил 35 години по-рано, женейки се за лелята на Тамар, Елена Дукина. Зестрата на Тамар е определена на 100 хиляди перпера годишно и няколко крепости в Южен Епир. Освен това след смъртта на Никифор I, Тамар и Филип I трябвало да наследят управлението на Епирското деспотство. След намеса на Анна Кантакузина в преговорите за планирания брак се стига и до споразумението Тамар да запази православната си вяра и след сключването на брака с католика Филип I.
Сватбата между Тамар и Филип I е отпразнувана в Л'Аквила, Абузи, през август 1294 г.
Двамата имат пет деца:
- Шарл (1296 – 1315)
- Филип (1297 – 1330)
- Жана (1297 – 1317), омъжена за арменския крал на Киликия Ошин
- Беатрис (1298 – 1340), омъжена за атинския херцог Валтер II дьо Бриен
- Бланш (ум 1328), омъжена за Раймон Беренгер, брат на крал Петър III Арагонски[6]

През 1299 г. съпругът на Тамар е пленен от войските на арагонския крал и е затворен в тъмница. За да плати откупа на съпруга си, Тамар залага короната си и моли за пари роднините си в Епир. Въпреки това двамата остават разделени до 1302 г. През това време в Таранто натискът върху Тамар от страна на латинската партия се засилва и противно на обещанията, дадени при преговорите за сключването на брака ѝ, Тамар е принудена да приеме католицизма и името Катерина. След завръщането на Филип I отношенията между съпрузите стават трудни поради алианса между Арагонската корона и Епирското деспотство, иницииран от брата на Тамар, Тома. Филип I подозира съпругата си, че е действала в интерес на роднините си по време на двегодишното му отсъствие, което според него подготвило съюза между Арагон и Епир, неотчитайки факта, че именно тя залага и последните си бижута, за да му помогне в събирането на военна подкрепа. Филип I решава да се разведе и през 1309 г. обвинява съпругата си в изневяра. Тя е принудена да признае, че е преспала с поне 40 от бароните в двора на Филип, както и че е имала лични отношения с Бартоломео Сигинулфо, великия шамбелан на Таранто. След развода Филип I се жени за Катерина Валоа, титулувана императрица на Константинопол. Низвергната, Тамар вероятно става монахиня или е държана като заложница от бившия си съпруг. Тя умира през 1311 г.